# Xylocopa negligenda
Xylocopa negligenda är en biart som beskrevs av Maa 1939. Xylocopa negligenda ingår i släktet snickarbin, och familjen långtungebin. Inga underarter finns listade i Catalogue of Life.